# Cadre-47/2-Europameisterschaft 1982

Logo CEB (ausrichtender Verband)

Veranstaltungsort: Santander

Die Cadre-47/2-Europameisterschaft 1982 war das 43. Turnier in dieser Disziplin des Karambolagebillards und fand vom 13. bis zum 16. Mai 1982 in Santander in der spanischen Provinz Kantabrien statt. Es war die achte Cadre-47/2-Europameisterschaft in Spanien.

## Geschichte
Klaus Hose verteidigte in Santander erfolgreich seinen Titel. Nach einer überraschenden 171:400-Niederlage in acht Aufnahmen gegen den Spanier Javier Arenaza in der dritten Runde kam es zu einem Endspiel, da Jos Bongers im sechsten Durchgang gegen Willy Wesenbeek verloren hatte. Bongers hätte ein Remis zum Titel gereicht. Aber jetzt zeigte Hose seine ganze Stärke und gewann sicher mit 400:192 in vier Aufnahmen. Der erstmals an einer EM teilnehmende Dortmunder Hans Wernikowski spielte nicht sein bestes Turnier und wurde nur Letzter.

## Turniermodus
Hier wurde im Round Robin System bis 400 Punkte gespielt. Es wurde mit Nachstoß gespielt. Damit waren Unentschieden möglich.
Bei MP-Gleichstand wird in folgender Reihenfolge gewertet:
1. MP = Matchpunkte
2. GD = Generaldurchschnitt
3. HS = Höchstserie

## Abschlusstabelle

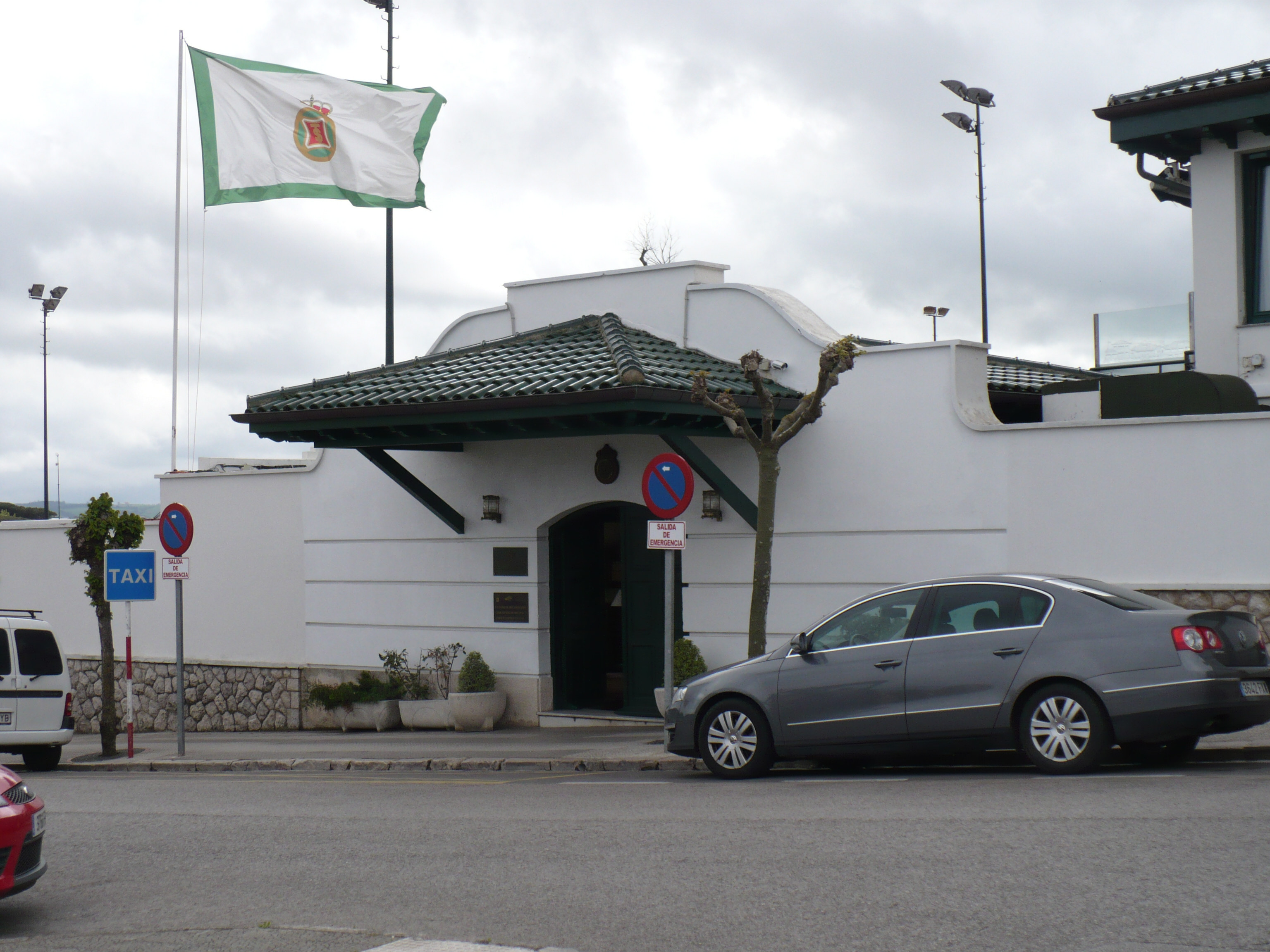
Tennisclub Magdalena

| MP    | Match Points (Sieger = 2; Unentschieden = 1; Verlierer = 0) |
| Pkte. | Erzielte Karambolagen                                       |
| Aufn. | Benötigte Versuche                                          |
| GD    | Generaldurchschnitt                                         |
| BED   | Bester Einzeldurchschnitt eines Spielers                    |
| HS    | Höchstserie                                                 |
|       | Bester GD des Turniers                                      |
|       | Bester ED des Turniers                                      |
|       | Beste HS des Turniers                                       |
|       | 1. Platz (Gold)                                             |
|       | 2. Platz (Silber)                                           |
|       | 3. Platz (Bronze)                                           |

| Platz                      | Name             | MP   | Pkte. | Aufn. | GD    | BED    | HS  |
| -------------------------- | ---------------- | ---- | ----- | ----- | ----- | ------ | --- |
| 1                          | Klaus Hose       | 12:2 | 2571  | 47    | 54,70 | 200,00 | 338 |
| 2                          | Jos Bongers      | 10:4 | 2397  | 34    | 70,50 | 200,00 | 400 |
| 3                          | Willy Wesenbeek  | 10:4 | 2358  | 53    | 44,49 | 80,00  | 263 |
| 4                          | Franz Stenzel    | 8:6  | 1930  | 38    | 50,78 | 100,00 | 242 |
| 5                          | Georges Bourezg  | 8:6  | 2343  | 79    | 29,65 | 80,00  | 205 |
| 6                          | Javier Arenaza   | 4:10 | 2029  | 59    | 34,38 | 50,00  | 154 |
| 7                          | José Gálvez      | 4:10 | 2016  | 71    | 28,39 | 36,36  | 209 |
| 8                          | Hans Wernikowski | 0:14 | 1308  | 67    | 19,52 | –      | 141 |
| Turnierdurchschnitt: 37,83 |                  |      |       |       |       |        |     |